# 2722 Abalakin
A 2722 Abalakin (ideiglenes jelöléssel 1976 GM2) egy kisbolygó a Naprendszerben. Nyikolaj Sztyepanovics Csernih fedezte fel 1976. április 1-jén.